# Hervé Kage
Hervé Kage (Kinshasa, 10 april 1989) is een Congolees-Belgische voetballer. Hij is een middenvelder.

## Carrière

### RSC Anderlecht
Kage is afkomstig uit de jeugdopleiding van de Belgische club RSC Anderlecht, waar hij te boek stond als een talentrijke speler. Maar een grote doorbraak bij paars-wit kwam er niet. In 2007 werd de jonge middenvelder voor een half seizoen uitgeleend aan het Nederlandse RKC Waalwijk, maar ook daar kwam hij amper aan spelen toe. In 2008 verhuurde Anderlecht hem voor zes maanden aan de Brusselse buren van Union. Nadien keerde hij terug naar Anderlecht, dat hem opnieuw in het beloftenelftal plaatste.

### Sporting Charleroi
In 2009 versierde Kage een transfer naar eersteklasser Sporting Charleroi, waar hij regelmatig een basisplaats kreeg. In januari 2011 leende de club hem uit aan het Israëlische Beitar Jerusalem, waar hij zes wedstrijden afwerkte. Charleroi zakte in 2011 naar Tweede klasse, maar wist daar meteen kampioen te worden.
In april 2012, enkele dagen na het behalen van de titel in Tweede klasse, werd Kage gearresteerd. Hij belandde in de gevangenis van Namen omwille van vervalste loonfiches.  Na 34 dagen werd hij vrijgelaten.

### KAA Gent
Op 24 januari 2013 ruilde hij Charleroi in voor KAA Gent. De middenvelder zou oorspronkelijk pas in juli 2013 de overstap maken, maar werd uiteindelijk al in januari naar Gent gehaald. Onder coach Víctor Fernández kreeg hij regelmatig speelkansen. Kage kwam in zijn eerste seizoen voor de Buffalo's 15 keer in actie waarin hij 3 goals maakte. Hij werd sterkhouder bij Fernandez, maar ook onder Mircea Rednic en later Peter Balette wist hij zijn basisplaats te behouden. In zijn 100ste wedstrijd in de Jupiler Pro League scoorde hij zijn zesde van het seizoen 2013/14 tegen Waasland-Beveren. Zijn tweede seizoen zou hij uiteindelijk afsluiten met 28 wedstrijden waarin hij 7 goals scoorde. Het seizoen daarna werd Hein Vanhaezebrouck de nieuwe trainer bij Gent, Kage had het vaak aan de stok met hem en ging uiteindelijk op eigen verzoek bij de B-kern meetrainen.

### KRC Genk
Eind juli 2014 werd bekend dat Kage een contract voor drie jaar heeft getekend bij KRC Genk. Hij vond hier zijn boezemvriend Ilombe Mboyo terug. Kage maakte zijn debuut in de wedstrijd tegen Cercle Brugge. Zijn contract werd niet verlengd in 2015.

### KV Kortrijk
Hij ondertekende in de zomer van 2015 een contract bij KV Kortrijk. Na tweeënhalf jaar trok hij in januari 2018 bij de Turkse eersteklasser Kardemir Karabükspor. Kagé degradeerde met Karabükspor naar de TFF 1. Lig, waarop Adana Demirspor zijn huurcontract overnam. In de zomer van 2019 keerde Kagé terug naar zijn moederclub Kortrijk. Kage zijn contract werd na het seizoen 2019-2020 niet meer verlengd.

## Statistieken
| Seizoen | Club               | Land               | Competitie         | Competitie | Competitie | Beker | Beker | Internationaal | Internationaal | Totaal | Totaal |
| Seizoen | Club               | Land               | Competitie         | Wed.       | Dlp.       | Wed.  | Dlp.  | Wed.           | Dlp.           | Wed.   | Dlp.   |
| ------- | ------------------ | ------------------ | ------------------ | ---------- | ---------- | ----- | ----- | -------------- | -------------- | ------ | ------ |
| 2006/07 | RSC Anderlecht     | Vlag van België    | Jupiler Pro League | 0          | 0          | 0     | 0     | 0              | 0              | 0      | 0      |
| 2006/07 | → RKC Waalwijk     | Vlag van Nederland | Eredivisie         | 2          | 0          | 0     | 0     | —              | —              | 2      | 0      |
| 2007/08 | → Union Gilloise   | Vlag van België    | Tweede Klasse      | 14         | 1          | 0     | 0     | —              | —              | 14     | 1      |
| 2008/09 | RSC Anderlecht     | Vlag van België    | Jupiler Pro League | 0          | 0          | 0     | 0     | —              | —              | 0      | 0      |
| 2009/10 | Charleroi          | Vlag van België    | Jupiler Pro League | 30         | 0          | 2     | 0     | —              | —              | 32     | 0      |
| 2010/11 | Charleroi          | Vlag van België    | Jupiler Pro League | 13         | 0          | 0     | 0     | —              | —              | 13     | 0      |
| 2010/11 | → Beitar Jeruzalem | Vlag van Israël    | Ligat Ha'Al        | 6          | 0          | 0     | 0     | —              | —              | 6      | 0      |
| 2011/12 | Charleroi          | Vlag van België    | Tweede Klasse      | 29         | 5          | 0     | 0     | —              | —              | 29     | 5      |
| 2012/13 | Charleroi          | Vlag van België    | Jupiler Pro League | 16         | 1          | 1     | 0     | —              | —              | 17     | 1      |
| 2012/13 | KAA Gent           | Vlag van België    | Jupiler Pro League | 15         | 3          | 0     | 0     | —              | —              | 15     | 3      |
| 2013/14 | KAA Gent           | Vlag van België    | Jupiler Pro League | 28         | 7          | 7     | 0     | —              | —              | 35     | 10     |
| 2014/15 | KRC Genk           | Vlag van België    | Jupiler Pro League | 12         | 2          | 0     | 0     | —              | —              | 6      | 2      |
| 2015/16 | KV Kortrijk        | Vlag van België    | Jupiler Pro League | 28         | 5          | 1     | 1     | —              | —              | 29     | 6      |
| 2016/17 | KV Kortrijk        | Vlag van België    | Jupiler Pro League | 27         | 7          | 2     | 2     | —              | —              | 29     | 9      |
| 2017/18 | KV Kortrijk        | Vlag van België    | Jupiler Pro League | 8          | 1          | 0     | 0     | —              | —              | 8      | 1      |
| 2017/18 | → Karabükspor      | Vlag van Turkije   | Süper Lig          | 13         | 0          | 0     | 0     | —              | —              | 13     | 0      |
| 2018/19 | → Adana Demirspor  | Vlag van Turkije   | 1. Lig             | 23         | 3          | 0     | 0     | —              | —              | 23     | 3      |
| 2019/20 | KV Kortrijk        | Vlag van België    | Jupiler Pro League | 18         | 2          | 3     | 1     | —              | —              | 21     | 3      |
| Totaal  | Totaal             | Totaal             | Totaal             | 208        | 28         | 13    | 1     | 0              | 0              | 213    | 28     |

## Trivia
- In zijn jeugd trok hij regelmatig op met Ilombe Mboyo en Geoffrey Mujangi Bia.[4] Kagé en Mboyo deelden tijdens hun profcarrière de kleedkamer bij drie clubs: Charleroi, RC Genk en KV Kortrijk.